# メタルルグ・マグニトゴルスク
メタルルグ・マグニトゴルスクは、KHLの東部コンファレンスに所属するプロのアイスホッケークラブである。 ロシアのチェリャビンスク州の都市マグニトゴルスクが本拠地。シーズン2013/14、2015/16のガガーリン・カップ優勝チーム。KHLのクラブの中でも強豪クラブである。　キャプテンは背番号10のセルゲイ・モジャーキン。
メタルルグは1955年に創設された。クラブの名前はロシア語で「冶金工」を表し、マグニトゴルスクの基幹産業である製鉄業に由来する。マグニトゴルスク製鉄所（MMK）はメタルルグのメインスポンサーであり、選手のユニフォームにはMMKのロゴが入っている。メタルルグ
のオーナーは、MMKのCEOビクトル・ラシニコフである。

## クラブの沿革

### クラスB
1955年から1981年まで、メタルルグはソビエトアイスホッケー選手権のクラスBに参加していた。1981年にメタルルグはクラスBのファイナルを制し、ソビエト・チャンピオンの座を獲得。
1956年、ソビエトカップでデビューしたが、1回戦で敗退した。

### 2部リーグ・クラスA
1981年には2部リーグのクラスAに昇格。2部リーグで最高のポイントゲッターはビクトル・スーホフで、1985/86年のシーズンに58ポイントの記録を残した。

### 1部リーグ・クラスA
1991年にクラブは1部リーグに昇格。1部リーグで最高のポイントゲッターはドミトリー・フィリッポフで、1シーズン33ポイントを記録した。

## 2013-2014
モジャーキン―ザリポフ―コバルジュのトリオはシーズンを通して抜群の連携で得点を重ね、チームがプレーオフに進む原動力となった。　メタルルグはプレーオフで東部コンファレンスを制して決勝まで進出。西部コンファレンスを勝ちあがってきたレフ・プラハと死闘を繰り広げ、7回戦までもつれ込み4勝3敗で2014年のガガーリン・カップを制した。

## 2014-2015
東部コンファレンスを3位で定期試合を終了し、ガガーリン・カップに出場。　第1ラウンドでサラワート・ユラーエフを4勝1敗で破ったが、第2ラウンドではシベリア・ノボシビルスクに1勝4敗で敗れ、ガガーリン・カップ決勝に進むことはできなかった。　

## 2015-2016
東部コンファレンスを2位でレギュラーシーズンを終え、危なげなくプレーオフに進出。 
プレーオフ第1ラウンドでメタルルグはアフトモビリスト・エカテリンブルグを4勝2敗で破り、第2ラウンドではシビリ・ノボシビルスクと対戦。キャプテン・モジャーキン率いるメタルルグはシビリを4勝1敗で撃破すると、東部コンファレンス決勝でもサラワート・ユラーエフに4勝1敗で勝利し、2年ぶりにガガーリンカップファイナルに出場する。
ガガーリンカップファイナルでは西部コンファレンスを圧倒的な強さで勝ち上がってきたCSKAと対戦。第1戦こそ1対5で敗れたが、その後攻防は一進一退を繰り返し、勝敗は第7試合までもつれこむ。モスクワで行われた第7試合でメタルルグはCSKAを3対1で破り、2年ぶり2度目の優勝を成し遂げた。

## 2016-2017
- 前年の主力の選手が移籍することなくシーズン開始を迎える。前シーズンの優勝チームとして、レギュラーシーズンの開幕戦ではCSKAと対戦し、勝利でスタート。[6]　シーズン序盤では4連敗を重ねた[7]が、その後はモジャーキン・ザリポフ・コヴァルジュのラインを中心に順調に勝ち点を積み重ねた。
- 2016年10月13日、ホームで行われたバリス・アスタナとの試合でポーランド人フォワードのヴォイテク・ヴォルスキが頸椎を骨折する重傷を負い、シーズン終了まで離脱を余儀なくされる。[8] ヴォルスキの抜けた穴を補うためメタルルグは補強を行い、12月にフィンランド人のトミ・サンタラと1シーズンの契約を締結した。[9]
- モジャーキン・ザリポフ・コヴァルジュのラインはKHL屈指の得点力を発揮し、2017年のKHLオールスターゲームには3人そろって選出されるほどであった。[10] クリス・リーはディフェンスマンでありながらレギュラーシーズンで14ゴール51アシストの活躍を見せ、レギュラーシーズンのアシスト王に輝いた。[11]
- シーズン後半になるとメタルルグがコンチネンタル・カップ（KHLのレギュラーシーズン首位のチームに授与されるカップ）を狙える可能性も浮上した。しかしHC CSKAモスクワとSKAサンクトペテルブルクがメタルルグ以上に勝ち点を重ねたため、メタルルグのコンチネンタル・カップ獲得はできなかった。それでもメタルルグはレギュラーシーズンを東部コンファレンス首位、リーグ全体でもCSKAとSKAの137ポイントに次ぐ124点でレギュラーシーズンを終えた。[12]
- プレーオフでは第1ラウンドでクンルン・レッドスターを4勝1敗で難なく撃破。第2ラウンドではダニス・ザリポフがハットトリックを2回達成するなどの活躍を見せ、バリス・アスタナを4勝0敗で圧倒。コンファレンスファイナルではアク・バルス・カザンと対戦するも、再び4連勝で圧倒し、第1ラウンドから数えてわずか1敗しただけでガガーリン・カップファイナルに進出する。
- ガガーリン・カップファイナルの対戦相手はSKAサンクトペテルブルクだった。 SKAもメタルルグと同様、第1ラウンドから数えてわずか1敗でファイナルに進んでおり、メタルルグよりも1日早くファイナル進出を決めていた。　しかしSKAはキャプテンのパーヴェル・ダツュクと得点力のあるディフェンスマン、ヴォイノフら数名を負傷で欠いており、万全の状態ではなかった。
- ファイナルの第1試合は激しい点の奪い合いになり、5－4でSKAがまず1勝する。第2試合ではメタルルグが3－1で勝利し、シリーズのスコアは1勝1敗になった。しかしその後はSKAの固いディフェンスに阻まれ、3連敗を喫してメタルルグはガガーリン・カップ連覇を逃した。[13] 　連覇は逃したものの、ゴールテンダーのワシリー・コーシェチキンはMVPに選ばれた。[14]

## シーズン毎の成績
Note: GP = Games played試合数, W = 勝利, L = 敗北, OTW = オーバータイムまたはシュートアウトでの勝利, OTL = オーバータイムまたはシュートアウトでの敗北, Pts = 獲得ポイント, GF = 得点, GA = 失点
| シーズン | GP | W  | L  | OTW | OTL | Pts | GF  | GA  | Finish                          | Playoffs                                                        |
| 2008–09  | 56 | 25 | 15 | 13  | 3   | 104 | 174 | 148 | タラソフ・ディヴィジョン2位     | 準決勝敗退 4–1 (ロコモティフ・ヤロスラブリ)                     |
| 2009–10  | 56 | 34 | 15 | 6   | 1   | 115 | 167 | 111 | ハルラーモフ・ディヴィジョン1位 | コンファレンス決勝で敗退 2–4 (アクバルス・カザン)               |
| 2010–11  | 54 | 27 | 14 | 6   | 7   | 100 | 167 | 141 | ハルラーモフ・ディヴィジョン2位 | コンファレンス決勝で敗退, 4–3 (サラワト・ユラエフ ウファ)       |
| 2011–12  | 54 | 29 | 20 | 3   | 4   | 94  | 150 | 137 | ハルラーモフ・ディヴィジョン2位 | コンファレンス準決勝敗退, 4–1 (アヴァンギャルド・オムスク)      |
| 2012–13  | 52 | 27 | 13 | 0   | 12  | 93  | 167 | 121 | ハルラーモフ・ディヴィジョン3位 | コンファレンス準々決勝敗退, 3–4 (サラワト・ユラエフ ウファ)     |
| 2013–14  | 54 | 35 | 11 | 0   | 2   | 108 | 166 | 113 | ハルラーモフ・ディヴィジョン1位 | ガガーリン・カップ優勝, 4–3 (HCレフ・プラハ)                    |
| 2014-15  | 60 | 32 | 15 | 8   | 5   | 117 | 174 | 129 | ハルラーモフ・ディヴィジョン2位 | コンファレンス準々決勝敗退1-4 (シビル)                          |
| 2015-16  | 60 | 25 | 20 | 13  | 2   | 103 | 180 | 138 | ハルラーモフ・ディヴィジョン1位 | ガガーリン・カップ優勝, 4–3 (HC CSKAモスクワ)                   |
| 2016-17  | 60 | 36 | 13 | 1   | 2   | 124 | 197 | 135 | ハルラーモフ・ディヴィジョン1位 | ガガーリン・カップファイナル進出, 1-4 (SKAサンクトペテルブルク) |